# Ponte dell’Ammiraglio
Ponte dell’Ammiraglio – średniowieczny, kamienny most w Palermo wzniesiony w XII w. nad rzeką Oreto; w 2015 r. wpisany na listę światowego dziedzictwa UNESCO; w języku polskim dosłownie: Most Admirała.

## Historia

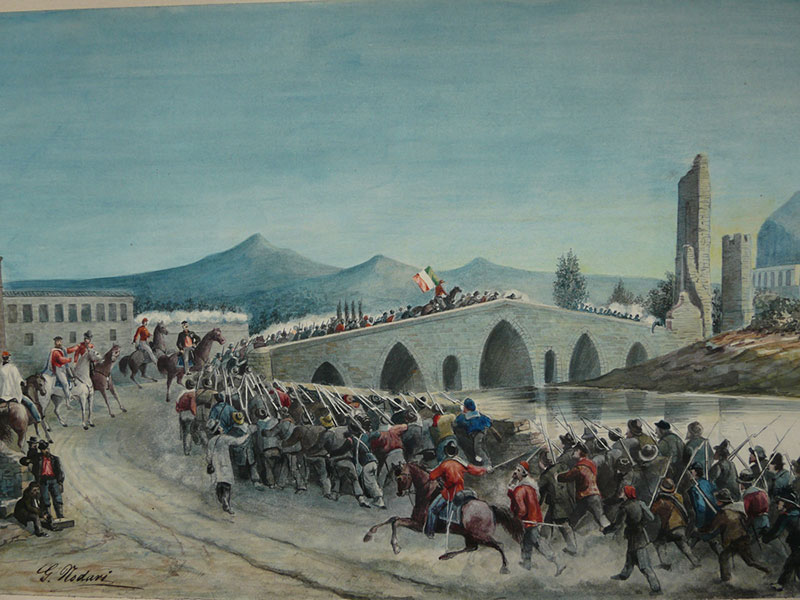
Żołnierze Garibaldiego na Ponte dell’Ammiraglio

Według legendy most powstał w miejscu, w którym archanioł Michał miał objawić się hrabiemu Rogerowi I i pomóc w zdobyciu mu muzułmańskiego wówczas Palermo. Most został zbudowany w pierwszej połowie XII w., postawiony na kamiennych filarach o różnej wysokości, w kształcie piramidy (z najwyższym punktem w środku, gdzie łączyły się rampy biegnące z dwóch brzegów). Pierwotnie łączył miasto z królewskimi ogrodami ponad rzeką Oreto. Jego budowa jest powszechnie łączona z osobą Jerzego z Antiochii, admirała w służbie króla Sycylii Rogera II, jednak nie jest to potwierdzone w źródłach.
27 maja 1860 r. most był miejscem bitwy pomiędzy „Czerwonymi koszulami” Garibaldiego i wojskami królestwa Obojga Sycylii w czasie „wyprawy tysiąca” – wojska Garibaldiego przełamawszy opór obrońców miasta w tym rejonie, zajęły Palermo.
Z powodu licznych powodzi powodowanych przez Oreto w 1938 r. zmieniono nurt rzeki; w miejscu gdzie wcześniej przebiegało koryto rzeki utworzono ogród.
W 2015 r. most, wraz z innymi 9 zabytkami Palermo i okolic, został wpisany na listę światowego dziedzictwa UNESCO.